# Agostino Plutino
Agostino Plutino (Reggio Calabria, 23 agosto 1810 – Reggio Calabria, 12 settembre 1885) è stato un politico italiano.
Fu senatore del Regno d'Italia nella XV legislatura.

## Biografia
Figlio di don Fabrizio e di donna Caterina dei baroni Nesci sin da giovane incominciò a dedicarsi alla cura dei beni di famiglia ed al commercio entrando a far parte inizialmente della Carboneria ed in seguito passando poi alla Giovine Italia. Fu sindaco di Reggio Calabria dal 17 agosto 1835 al 1841. Si prodigò molto per salvare il fratello Antonino dalla condanna a morte comminategli in conseguenza della repressione del moto del 15 marzo 1844 in Cosenza che doveva scoppiare in concomitanza dello sbarco dei fratelli Bandiera. Vi riuscì facendo commutare la pena nella deportazione, inizialmente alle Isole Tremiti ed in seguito a Catanzaro. In seguito aiutò il fratello e Domenico Romeo nell'organizzazione dei moti del settembre '47 che dovevano coinvolgere tutto il regno. Scoppiati i moti, il 1º a Messina e il 2 a Reggio, Agostino con il fratello entrò subito a far parte del comitato insurrezionale presieduto dal canonico Paolo Pellicano. Ma, repressa la rivolta, furono entrambi costretti all'esilio e sul loro capo fu posta una taglia di 1000 scudi. Recatesi a Malta vi furono accolti dal Fabrizi e dagli altri fuoriusciti ivi presenti.
Con la concessione dello statuto da parte di Ferdinando II entrambi poterono rientrare ed Agostino fu nominato comandante della Guardia Nazionale. Alla caduta del regime costituzionale rientrò a Reggio e organizzò il campo insurrezionale sui Piani della Corona negando al contempo la sua cooperazione all'Esercito borbonico per la repressione dei liberali che si trovavano concentrati sull'Angitola. Per questo motivo fu destituito da colonnello della Guardia nazionale e rischiò di venir ucciso da alcuni sottufficiali borbonici.
Costretto di nuovo all'esilio raggiunse con una nave francese Civitavecchia e da qui Roma. La caduta della Repubblica Romana lo costrinse di nuovo a fuggire a Livorno dove combatté gli austriaci e da dove esulò verso Marsiglia; in questa città riuscì in breve a crearsi una prospera situazione economica con la quale finanziare il fratello che, nominato presidente di un Comitato di soccorso, aiutava i patrioti esiliati. Arrestato dopo il colpo di Stato del 2 dicembre 1851 fu immediatamente espulso, senza avere dalle autorità tempo per regolare i propri affari. Soltanto nel 1853, grazie a una supplica da lui indirizzata al principe Napoleone Luciano Carlo Murat poté tornare in Francia a liquidare i suoi interessi. Nel 1852 la moglie, donna Marianna, in conseguenza della confisca dei beni che la famiglia aveva subito, si era presentata a Ferdinando II, in visita in Calabria, per richiedere il dissequestro dei beni; la famiglia infatti doveva vivere con due carlini al giorno, ma il Re le rispose, alla presenza dei figli ancora bambini, che: «La vostra famiglia è pericolosa alla Società; dovete avere quanto vi basta per vivere, andate».
Stabilitosi a Torino fece anche qui fortuna grazie a uno stabilimento commerciale in sete e partecipò alla fondazione del Banco di sconto e sete di cui, per pochi voti, non fu eletto amministratore (la carica andò a Gustavo di Cavour, fratello di Camillo). Impiegò i capitali così guadagnati nel sostegno alla causa dell'Unità anche se in seguito dovette affrontare delle difficoltà finanziarie.

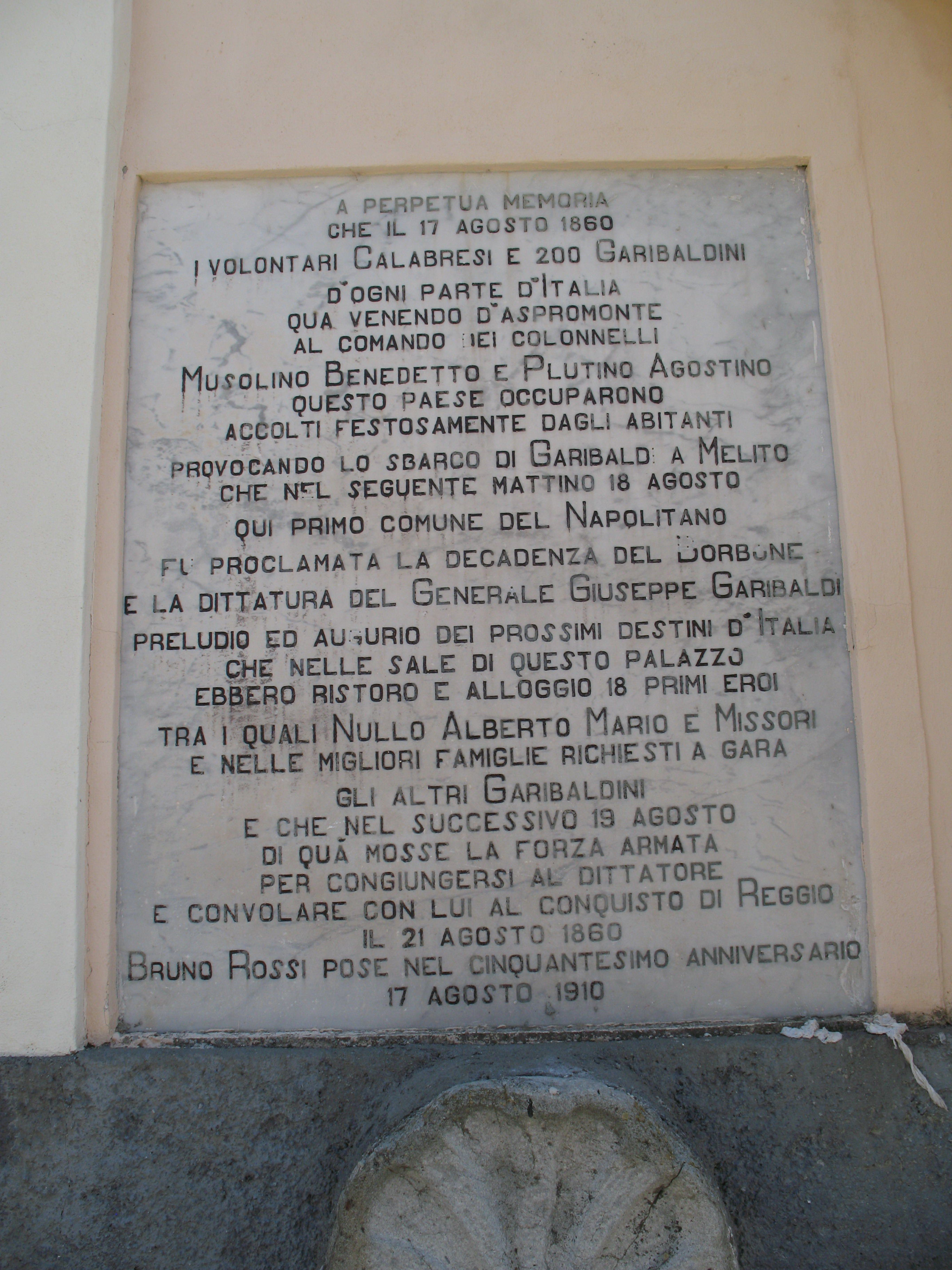
Lapide presso il municipio di San Lorenzo che ricorda la partecipazione di Agostino Plutino alla spedizione dei Mille

Terminata la seconda guerra d'indipendenza formò, insieme ad altri, il comitato per la spedizione dei Mille, in questo ambito ebbe l'incarico, il 29 maggio 1860, dal Medici e dal La Farina di acquistare delle navi in Inghilterra che vennero poi usate nelle spedizioni Medici e Cosenz inviate di rinforzo alla spedizione principale. Si recò quindi in Calabria, d'accordo con Garibaldi, per dare sostegno al Musolino e al Missori, comandanti dei primi garibaldini passati sulla parte continentale del Regno delle Due Sicilie, sia tramite rifornimenti che comandando una colonna di insorti calabresi. Dopo lo sbarco di Garibaldi a Melito e la presa di Reggio viene nominato, il 22 agosto comandante della seconda e terza categoria delle forze militari della provincia.

Il 27 gennaio 1861 venne eletto alla Camera dei deputati del Regno d'Italia per il collegio di Melito e vi rimase ininterrottamente per sette legislature consecutive. Il 5 agosto 1862 Garibaldi, a capo della spedizione garibaldina per la liberazione di Roma, gli spedì la seguente lettera: 
Il Plutino non poté assistere il generale in quanto, gravemente infermo, si trovava ai bagni termali di Castellammare di Stabia.
Durante la terza guerra d'indipendenza fu nominato colonnello ispettore delle «guardie nazionali mobilizzate delle Calabrie» e l'anno dopo fece parte, insieme ad Antonino, della commissione incaricata di consegnare alla città di Venezia le ceneri dei Fratelli Bandiera e di Domenico Moro.
Il decesso del fratello Antonino nel 1872 lo addolorò profondamente, insieme alla scomparsa del figlio Fabio, ufficiale dei Bersaglieri. Nel 1882, cambiata la legge elettorale e allargato il suffragio, inaspettatamente il Plutino non venne eletto, ma lo stesso anno, il 16 novembre, venne dal re Umberto I nominato senatore. Si spense, dopo un breve malore, tre anni dopo. In suo onore, e del fratello, la Via Marina fu ridenominata Via Plutino e gli venne eretto un busto in marmo posto in seguito presso la Villa comunale.
Dalla moglie donna Marianna de Blasio, figlia del barone di Palizzi, ebbe quattro figli:
- Fabrizio, in seguito prefetto, deputato, senatore e sindaco di Reggio Calabria. Nel 1910 venne nominato conte.
- Fabio.
- Antonino jr.
- Caterina.[10]